# Last Days of America
Last Days of America è un film del 2005 diretto da Kevin Ford.

## Trama
È la storia di una giovane donna, che ha lasciato la sua società ed ha intrapreso un cammino verso il suo silenzio interiore. Anche se lei sta vivendo in un piccolo cottage bel mezzo del nulla, la sua vita a New York continua a tornarle in mente.

## Distribuzione
- Stati Uniti: 2005